# Parc national marin Fernando de Noronha
Le parc national marin Fernando de Noronha (en portugais : Parque Nacional Marinho de Fernando de Noronha) est un parc national de l'État de Pernambuco, au Brésil. Il a été désigné comme site Ramsar (zone humide d'importance internationale) le 25 janvier 2018.

## Emplacement
Le parc national marin Fernando de Noronha couvre une partie de l'île de Fernando de Noronha, archipel brésilien dans l'océan Atlantique. Sa superficie est de 10 927 hectares. La zone de protection environnementale Fernando de Noronha couvre la partie urbaine de l'île de Fernando de Noronha, tandis que le parc national Fernando de Noronha couvre le reste. La zone comprend une vaste extension marine de l'archipel Saint-Pierre et Saint-Paul, qui fait également partie du parc national.

## Administration
Le parc national marin Fernando de Noronha a été créé par le décret fédéral  du 14 septembre 1988. Il est administré par l'Institut Chico Mendes pour la conservation de la biodiversité (ICMBio). Le parc est classé zone protégée de l'UICN de catégorie II (parc national). L’objectif est de préserver un écosystème naturel d’une grande importance écologique et d’une grande beauté paysagère, et de soutenir la recherche scientifique, l’éducation et l’interprétation environnementales, les loisirs de plein air et l’écotourisme.
Le plan de gestion non officiel a été publié le 31 décembre 1990. Le conseil consultatif a été nommé le 31 décembre 2001. Un plan de gestion révisé avec diverses études a été publié le 29 novembre 2010.

## Environnement

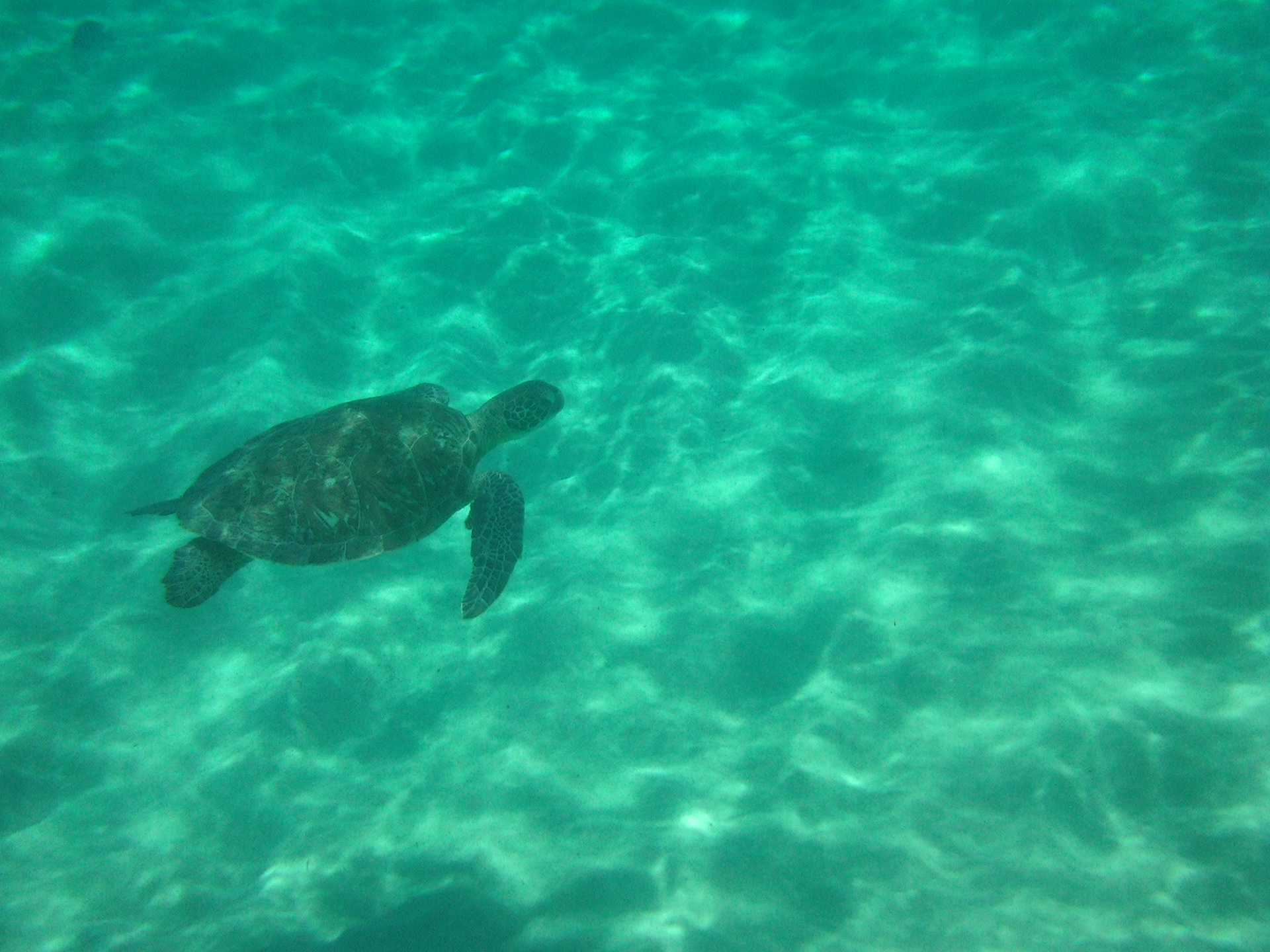
Tortue verte (Chelonia mydas) nageant dans les eaux de Fernando de Noronha

Une grande partie de la végétation d'origine de l'île a été coupée lorsqu'elle était utilisée comme prison, afin de rendre plus difficile la cachette pour les prisonniers. Par la suite, des espèces non indigènes, en particulier les graines de lin, ont été introduites pour nourrir le bétail et se sont propagées de manière incontrôlée. Le lézard teju a été introduit dans une tentative infructueuse de contrôler une infestation de rats, et le lézard constitue également un problème. Malgré l'objectif affiché de restauration de l'environnement, l'élevage ovin a continué sur l'île.
Les oiseaux protégés dans le parc comprennent l'élénie de Noronha (Elaenia ridleyana), le phaéton à bec rouge (Phaethon aethereus), le phaéton à bec jaune (Phaethon lepturus), le puffin d'Audubon (Puffinus lherminieri), le viréo de Noronha (Vireo gracilirostris). Parmi les autres espèces protégées figurent les crabes Johngarthia lagostoma et Percnon gibbesi, la tortue caouanne (Caretta caretta), la tortue verte (Chelonia mydas), la tortue imbriquée (Eretmochelys imbricata), la tortue olivâtre (Lepidochelys olivacea), le requin citron (Negaprion brevirostris), l'étoile de mer Echinaster (Othilia) guyanensis, l'oursin crayon gris ( Eucidaris tribuloides), le corail de feu branchu (Millepora alcicornis) et le corail Phyllogorgia dilatata.